# Paul Görlich
Paul Robert Görlich (* 7. Oktober 1905 in Dresden; † 13. März 1986 in Jena) war ein deutscher Physiker und Direktor für Forschung und Entwicklung im VEB Carl Zeiss Jena.

## Leben
Paul Görlich studierte Physik an der damaligen Technischen Hochschule Dresden. 1932 promovierte er dort zum Dr.-Ing. mit der experimentellen Arbeit Der äußere lichtelektrische Effekt an Flüssigkeiten: Bestimmung der langwelligen Grenze des Wassers. Anschließend wurde er Laborleiter bei der Zeiss Ikon AG in Dresden. Am 5. Dezember 1939 beantragte er die Aufnahme in die NSDAP und wurde zum 1. Februar 1940 aufgenommen (Mitgliedsnummer 7.476.670). 1942 habilitierte er sich an der Technischen Hochschule Dresden mit der Arbeit Messungen an zusammengesetzten Photokathoden.
Nach Ende des Zweiten Weltkrieges arbeitete er von 1946 bis 1952 in der optischen Industrie in der Sowjetunion (siehe Aktion Ossawakim). Danach begann er seine Tätigkeit als wissenschaftlicher Hauptleiter des VEB Carl Zeiss Jena; von 1960 bis 1971 war er Direktor für Forschung und Entwicklung. Seit 1952 lehrte er an der Friedrich-Schiller-Universität Jena, zunächst als Dozent und später als Honorarprofessor. Von 1959 bis 1971 war er außerdem Direktor des Instituts für Optik und Spektroskopie der Deutschen Akademie der Wissenschaften zu Berlin.
Seine Hauptarbeitsgebiete waren der äußere photoelektrische Effekt, Photozellen, Laserphysik, nichtlineare Optik und Spektroskopie sowie der wissenschaftliche Gerätebau.
Görlich war Herausgeber bzw. Mitherausgeber der physikalischen Fachzeitschriften Experimentelle Technik der Physik und Physica Status Solidi.

## Ehrungen und Auszeichnungen
Paul Görlich war Mitglied der Sächsischen Akademie der Wissenschaften, der Deutschen Akademie der Naturforscher Leopoldina und seit 1955 Ordentliches Mitglied der Deutschen Akademie der Wissenschaften zu Berlin. Außerdem war er Mitglied der Royal Microscopical Society. 1959 erhielt er von der Universität Leipzig und 1980 von der Technischen Universität Dresden die Ehrendoktorwürde.
1954 erhielt er den Nationalpreis der DDR II. Klasse für Wissenschaft und Technik und 1970 den Vaterländischen Verdienstorden in Silber.

## Werke (Auswahl)
- Die lichtelektrischen Zellen: Ihre Herstellung und Eigenschaften, Leipzig: Geest & Portig, 1951
- Photoeffekte, Bd. 1: Historische Entwicklung - Photoemission der Metalle, Leipzig: Geest & Portig, 1962
- Photoeffekte, Bd. 2: Experimentelle Photoleitung, Leipzig: Geest & Portig, 1963
- Photoeffekte, Bd. 3: Erzeugung photoelektromotorischer Kräfte, Leipzig: Geest & Portig, 1966